# Orlando, Florida
För andra betydelser, se Orlando.
Orlando är en stad i Orange County i den amerikanska delstaten Florida med en yta av 261,5 kvadratkilometer och en befolkning som uppgår till cirka 270 934 invånare  (uppskattning 2015). Cirka 27% av befolkningen i staden är afroamerikaner. Av befolkningen lever cirka 16% under fattigdomsgränsen. 
Staden är belägen i den centrala delen av delstaten cirka 110 kilometer nordost om Tampa och cirka 320 kilometer sydost om huvudstaden Tallahassee.
Cirka 75 kilometer öster om staden ligger Cape Canaveral. Cirka 25 kilometer sydväst om staden finns Walt Disney World Resort med ett antal temaparker, samt Sea World med olika marina däggdjur, och Universal Orlando Resort. Orlando har även en internationell flygplats, Orlando International Airport. Den ligger 11 km sydöst om staden.

## Sport

### Professionella klubbar i de stora lagsporterna
- National Basketball Association (NBA) - basket
  - Orlando Magic
- Major League Soccer (MLS) - fotboll
  - Orlando City SC
- Arena Football League (AFL) - amerikansk fotboll inomhus
  - Orlando Predators

## Vänorter
Orlando har tolv vänorter:
- Anaheim, Kalifornien, USA
- Valladolid, Spanien
- Curitiba, Paraná, Brasilien
- Guilin, Folkrepubliken Kina
- Monterrey, Mexiko
- Orenburg, Ryssland
- Reykjanesbær, Island
- Marne-la-Vallée, Frankrike
- Tainan, Taiwan
- Urayasu, Japan
- Kiryat Motzkin, Israel
- Newport, Rhode Island, USA

Marne-la-Vallée, Anaheim och Urayasu är sammanbundna till Orlando genom att de har andra Disneytemaparker (Disneyland Resort Paris, Disneyland Resort och Tokyo Disneyland respektive).